# Frans Verbeeck (Radsportler)

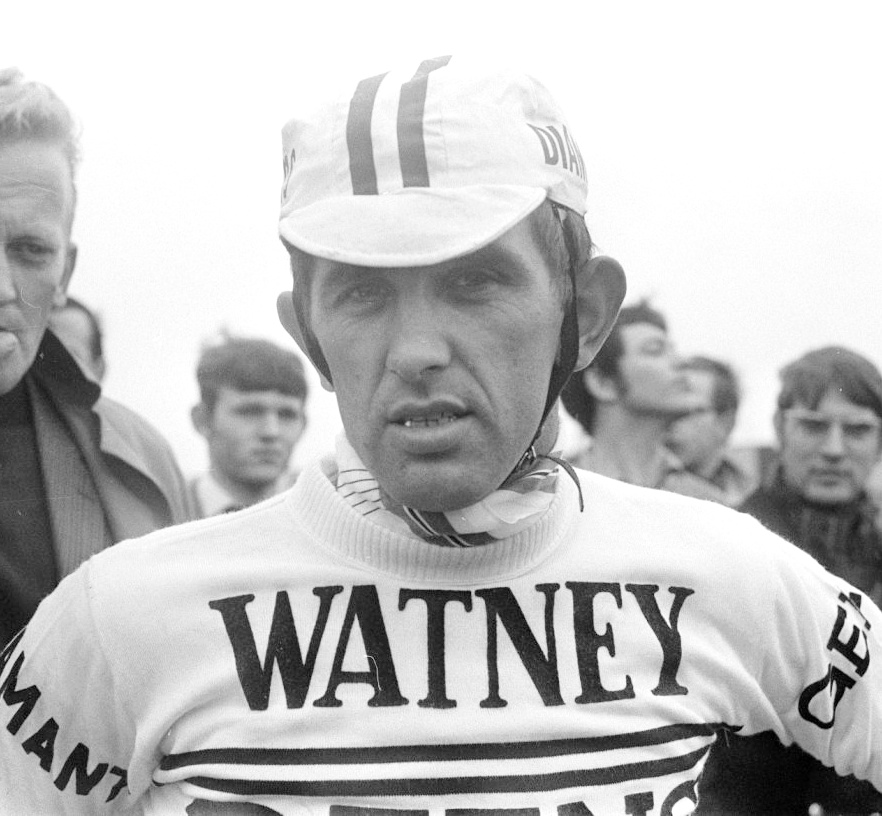
Frans Verbeeck (1970)

Frans Verbeeck (* 13. Juni 1941 in Langdorp, Belgien) ist ein ehemaliger belgischer Radrennfahrer.
Seine Karriere begann er im Jahre 1963 und war bis 1977 als Profi aktiv. Verbeeck war Spezialist für die Frühjahrsklassiker und konnte als größte Erfolge das Amstel Gold Race 1971 und La Flèche Wallonne 1974 gewinnen.  Außerdem wurde er je zwei Mal Zweiter der Flandern-Rundfahrt (1974 und 1975) sowie bei Lüttich–Bastogne–Lüttich (1970 und 1973).

## Erfolge
- Tour de France: 1973: 2. Etappe (Teil 2) (MZF)
- Critérium du Dauphiné Libéré: 1972: 2. Etappe, 1973: 1. Etappe
- Tirreno–Adriatico: 1973: 4. Etappe
- Amstel Gold Race: 1971
- Wallonischer Pfeil: 1974
- Grand Prix d’Orchies: 1974
- Omloop Het Volk: 1970, 1972
- Omloop der Vlaamse Gewesten: 1969
- Scheldeprijs: 1976
- Flèche Hesbignonne-Cras Avernas: 1970
- Omloop van de Fruitstreek: 1970

## Teams
- 1963 Marcel Kint-Reno
- 1963 Wiel’s-Groene Leeuw (ab 5. Juli)
- 1964–1966 Wiel’s-Groene Leeuw
- 1967 Kein Profistatus
- 1968–1969 Okay Whiskey-Diamant
- 1970 Geens-Watney
- 1971–1972 Watney-Avia
- 1973–1975 Watney-Maes
- 1976–1977 Ijsboerke-Colnago